# Mau-mau (beguda)
El mau-mau és una beguda alcohòlica feta amb vermut negre i gasosa o sifó. Se sol servir fresc en un porró. Juntament amb la barreja, el mau-mau és una beguda típica de la Patum de Berga.
Tot i que la tradició mana que el mau-mau s'ha de beure d'un porró, l'Ajuntament de Berga va prohibir l'any 2014 que els bars de la ciutat servissin begudes en envasos de vidre durant la Patum pel possible perill que suposen. Per tant, alguns bars han començat a servir la beguda en porrons i càntirs de plàstic o ampolles de plàstic amb un sortidor.